# Rosa Ricart i Ribera
Rosa Ricart i Ribera (Barcelona, 1 de febrer de 1911 - Barcelona, 19 de juliol de 2005) va ser una bibliotecària catalana.
Filla d'Artur Ricart i Ordura i Rosa Ribera i Reixach, va néixer al barri de Sant Andreu (Barcelona) el febrer de 1911, la gran de quatre germans. La continuació del negoci familiar, una joieria al carrer Sant Andreu núm. 252, semblava el seu destí professional, i els estudis de biblioteconomia l'elecció parental per a una de les germanes; però la preferència d'aquesta per atendre a la botiga, l'alliberà i donà llum verda a les seves veritables aspiracions de caràcter més autònom i intel·lectual. Aquestes es van materialitzar el 1935 quan es matriculà a l'Escola de Bibliotecàries. Els seus estudis coincideixen amb els difícils anys de la Guerra Civil i durant la direcció de Jordi Rubió i Balaguer, qui alhora fou emblemàtic professor, i de qui la influència i amistat continuà fora de l'aula. D'aquesta època conserva els «records més meravellosos».
A partir de 1939 va exercir de bibliotecària a la mateixa Escola de Bibliotecàries i posteriorment a la Biblioteca de Catalunya, però el que marcà la seva vida professional va ser l'oportunitat oferta pel Consell Britànic per esdevenir la fundadora de la biblioteca de l'Institut Britànic de Barcelona, l'any 1945, i on treballà fins a la seva jubilació l'any 1981. La Biblioteca del Britànic, a part d'oferir un punt de trobada d'anglòfils i d'intel·lectuals, o per a qui volgués llegir la premsa anglesa, introbable a la ciutat de la postguerra, representava un model a l'avantguarda del sistema bibliotecari del país. Rosa va procurar que aquest pont cultural funcionés amb la màxima eficiència. Amb el temps els serveis es van anar modernitzant, en especial els de documentació i obtenció de documents de la British Library, el programa de visites d'estudis al Regne Unit o d'intercanvi de professors anglesos, i l'organització de seminaris, com els que van ajudar l'Escola de Bibliotecàries a adaptar el pla d'estudis a les noves tendències, pas previ a l'adscripció a la Universitat de Barcelona.
Rosa s'interessà per la formació dels bibliotecaris, el seu reconeixement laboral, per la innovació i els nous esdeveniments professionals, i participà amb articles, conferències i ponències en seminaris i congressos internacionals. L'entusiasme i el seu lema noucentista de la il·lusió per la feina ben feta va ser un legat que deixà als seus col·laboradors.
Més enllà del camp professional, Rosa portà una vida molt activa, amb gran varietat d'interessos, els viatges, la família, la vida cultural de la ciutat, i en particular els actes socials que l'Institut Britànic mateix organitzava amb el seu assessorament i que reunia el món artístic i intel·lectual. El seu tarannà era el d'una dona moderna i liberal amb un viu sentit de l'humor, i de fàcil connexió amb les noves generacions. El 1952 va col·laborar, amb un article, a l'únic número que pogué publicar-se, en ple franquisme, de la revista en català Aplec.
El 1974, i a petició d'un grup de bibliotecàries, va convertir-se en la primera presidenta de l'Associació d'Antigues Alumnes de l'Escola de Bibliotecàries de Barcelona, i des de 1975-1977 presidenta de l'Associació de Bibliotecàries, bressol del futur Col·legi Oficial de Bibliotecaris-Documentalistes de Catalunya.
El 1982, el Consell Britànic, en reconeixement de la labor professional i d'apropament dels dos països, li atorgà la condecoració de Membre Honorari de l'Orde de l'Imperi Britànic (M.B.E.), una de les distincions més preuades que pot oferir la Gran Bretanya a una persona no anglesa.
L'any 1986 va fer donació a la Generalitat de Catalunya d'un estudi al carrer Comerç perquè pogués ser utilitzat pels estudiants de la Facultat de Biblioteconomia i Documentació, residents fora de Barcelona. Fou enterrada al Cementiri de Montjuïc.
El seu fons personal es conserva a la Biblioteca de Catalunya, on va ingressar l'any 2019.